# Pilipectus taiwanus
Pilipectus taiwanus là một loài bướm đêm trong họ Noctuidae.

## Hình ảnh

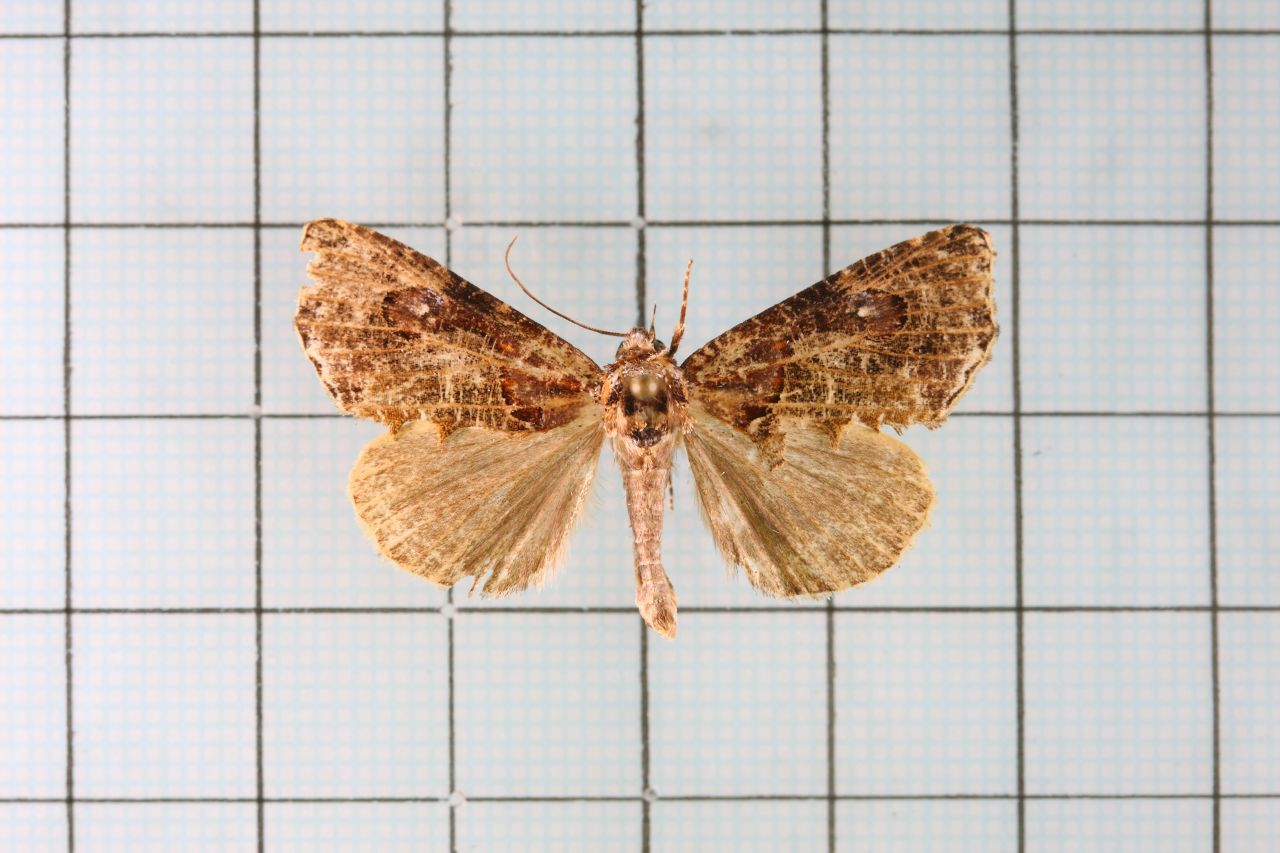
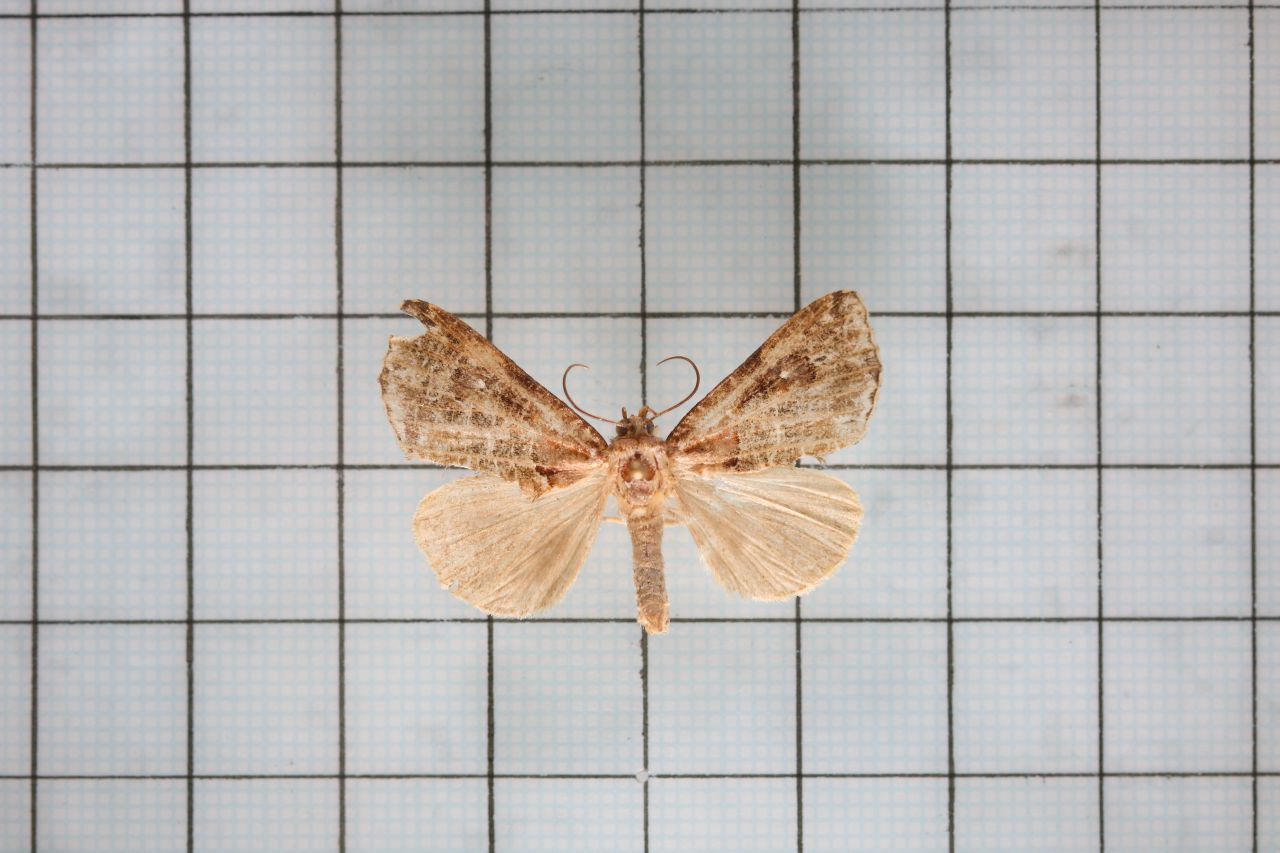